# Departamento Esquina
Das Departamento Esquina liegt im südwestlichen Ecke der Provinz Corrientes im Nordosten Argentiniens und ist eine von 25 Verwaltungseinheiten der Provinz.
Im Norden grenzt es an das Departamento Goya, im Osten an die Departamentos Curuzú Cuatiá und Sauce, im Süden an die Provinz Entre Ríos und im Westen, getrennt durch den Río Paraná, an die Provinz Santa Fe.
Die Hauptstadt des Departamento Esquina ist die gleichnamige Stadt Esquina am Río Paraná.

## Städte und Gemeinden
- Esquina
- Pueblo Libertador